# Stetson Kennedy
Stetson Kennedy (5. oktober 1916 – 27. august 2011) var en amerikansk forfatter og menneskerettighedsaktivist fra Florida. Kennedy var også kendt som et foregangsland folklorist, en arbejdskraft aktivist, og miljøforkæmper. Han er forfatter til bøgerne Efter Appomattox, Palmetto Land, Southern Exposure, The Jim Crow Guide, og The Klan Unmasked. Han er medforfatter, med Peggy A. Bulger og Tina Bucuvalas, af South Florida Folklife.
Den amerikanske folkemusiker Woody Guhtrie skrev et digt om Stetson Kennedy. Billy Bragg satte melodi til digtet, og det optræder som sang på Billy Bragg & Wilcos album Mermaid Avenue, Volume 2 fra 2000.